# Ulla-Maria Andersson
Ulla-Maria Andersson, född 5 januari 1956 i Stockholm, död 7 januari 2023 i Hudiksvalls distrikt, var en svensk författare. 
Andersson gav ut fyra böcker på Norstedts förlag. Hon gjorde sin debut som författare 2014 med romanen Du skulle sagt som det var. Året efter släppte hon uppföljningen Kära Hinseberg och 2017 Du sjöng mig hem. Sommaren 2022 kom hennes fjärde roman, Skamluvan.